# Tatlıpınar, Karesi
Tatlıpınar là một xã thuộc huyện Karesi, tỉnh Balıkesir, Thổ Nhĩ Kỳ. Dân số thời điểm năm 2010 là 754 người.